# 李家寨站
李家寨站是一个京广铁路上的铁路车站，位于河南省信阳市浉河区李家寨镇，建于1902年，目前为四等站，邮政编码为464131。目前客运：办理旅客乘降；行李、包裹托运；货运：办理整车货物发到。